# Giannakīs Okkas
Giannakīs Okkas (in greco: Γιαννάκης Οκκάς; Larnaca, 11 febbraio 1977) è un allenatore di calcio ed ex calciatore cipriota, di ruolo attaccante.

## Carriera

### Club
Ha cominciato la sua carriera a 16 anni nel Nea Salamina. Quattro anni più tardi, dopo aver messo a segno 16 gol in 53 gare, si trasferì all'Anorthōsis, squadra con cui vinse quattro campionati ciprioti di fila.
Nel 2000 venne messo sotto contratto dai greci del PAOK. Alla prima stagione in Grecia segnò 7 reti, venendo eletto Calciatore cipriota dell'anno e andando a vincere coi bianco-neri la Coppa di Grecia: nella finale contro l'Olympiakos mise a segno due gol nel 4-2 al fischio finale. La stagione dopo saltò solo una gara di campionato greco, realizzando 11 gol prima di trasferirsi all'AEK Atene.
Al primo anno all'AEK segnò 5 gol. La stagione successiva fu migliore, con l'AEK che tra l'altro prese parte alla Champions League. Dopo un intervento della FIFA per alcuni stipendi non retribuiti, nell'agosto 2004 il cipriota si è assicurato un contratto di tre anni con l'Olympiakos.
Nella prima stagione al Pireo Okkas scese in campo in 25 incontri di campionato, di cui 19 da sostituto, segnando 5 reti: l'Olympiakos realizzò il double campionato-coppa. Mise a segno il suo primo gol con i bianco-rossi nell'appena ricostruito Stadio Geōrgios Karaiskakīs, e prese parte a tutti i sei incontri della squadra greca in Champions League. Nel 2005, con l'arrivo all'Olympiakos dell'altra star cipriota, Michalīs Kōnstantinou, Okkas ebbe una buona stagione, con un altro double. Nel derby dell'andata contro l'AEK, vinto 1-3 dall'Olympiakos, venne eletto MVP, e al ritorno segnò il gol decisivo.
Al termine del 2007, scaduto il contratto, Okkas ha lasciato la squadra del Pireo per accasarsi in Spagna, al Celta Vigo.
Nel 2008 torna in patria per accasarsi all'Omonia Nicosia.
Per due anni consecutivi, Okkas ha segnato il gol di apertura del campionato greco, con l'AEK Atene nel 2003 e con l'Olympiakos nel 2004.
Si ritira nel 2014.

### Nazionale
All'età di 19 anni venne convocato per la prima volta in nazionale cipriota: da allora è divenuto una presenza regolare, oltrepassando le 50 presenze nel 2003. Nelle qualificazioni ai Mondiali 2002 segnò 3 gol. Andò più volte a segno anche nelle qualificazioni a Euro 2004, in cui segnò un gol contro la Francia campione in carica.
Nella gara contro la Francia aprì le marcature.
In seguito Okkas ha segnato il gol che ha permesso a Cipro di pareggiare con la Germania in un incontro valido per le qualificazioni a Euro 2008. Dall'inizio delle qualificazioni a Svizzera-Austria 2008 Okkas è capitano della sua Nazionale.
Ha il record di presenze con la sua nazionale con 106 presenze all'attivo, nell'arco di 14 anni, tra l'altro senza mai ricevere una espulsione.

## Statistiche

### Presenze e reti nei club
Statistiche aggiornate al 30 giugno 2008.
| Stagione          | Squadra           | Campionato        | Campionato | Campionato | Coppe nazionali | Coppe nazionali | Coppe nazionali | Coppe continentali | Coppe continentali | Coppe continentali | Altre coppe | Altre coppe | Altre coppe | Totale | Totale |
| Stagione          | Squadra           | Comp              | Pres       | Reti       | Comp            | Pres            | Reti            | Comp               | Pres               | Reti               | Comp        | Pres        | Reti        | Pres   | Reti   |
| ----------------- | ----------------- | ----------------- | ---------- | ---------- | --------------- | --------------- | --------------- | ------------------ | ------------------ | ------------------ | ----------- | ----------- | ----------- | ------ | ------ |
| 2000-2001         | PAOK              | AE                | 26         | 8          | CG              | 8               | 0               | CU                 | 6                  | 0                  | -           | -           | -           | 40     | 8      |
| 2001-2002         | PAOK              | AE                | 25         | 10         | CG              | 6               | 2               | CU                 | 6                  | 2                  | -           | -           | -           | 37     | 14     |
| 2002-2003         | PAOK              | AE                | 29         | 11         | CG              | 8               | 3               | CU                 | 6                  | 2                  | -           | -           | -           | 43     | 16     |
| Totale PAOK       | Totale PAOK       | Totale PAOK       | 80         | 29         |                 | 22              | 5               |                    | 18                 | 4                  |             | -           | -           | 120    | 38     |
| 2003-2004         | AEK Atene         | AE                | 24         | 5          | CG              | 7               | 4               | UCL                | 8                  | 0                  | -           | -           | -           | 39     | 9      |
| 2004-2005         | Olympiacos        | AE                | 25         | 5          | CG              | 8               | 4               | UCL+CU             | 6+4                | 1+1                | -           | -           | -           | 43     | 11     |
| 2005-2006         | Olympiacos        | AE                | 27         | 7          | CG              | 7               | 1               | UCL                | 6                  | 0                  | -           | -           | -           | 40     | 8      |
| 2006-2007         | Olympiacos        | SL                | 25         | 3          | CG              | 3               | 1               | UCL                | 3                  | 0                  | -           | -           | -           | 31     | 4      |
| Totale Olympiakos | Totale Olympiakos | Totale Olympiakos | 77         | 15         |                 | 18              | 6               |                    | 19                 | 2                  |             | -           | -           | 114    | 23     |
| 2007-2008         | Celta Vigo        | SD                | 24         | 6          | CR              | 0               | 0               | -                  | -                  | -                  | -           | -           | -           | 24     | 6      |
| Totale carriera   | Totale carriera   | Totale carriera   | 205        | 55         |                 | 47              | 15              |                    | 45                 | 6                  |             | -           | -           | 297    | 76     |

### Cronologia presenze e reti in nazionale
| Cronologia completa delle presenze e delle reti in nazionale ― Austria | Cronologia completa delle presenze e delle reti in nazionale ― Austria | Cronologia completa delle presenze e delle reti in nazionale ― Austria | Cronologia completa delle presenze e delle reti in nazionale ― Austria | Cronologia completa delle presenze e delle reti in nazionale ― Austria | Cronologia completa delle presenze e delle reti in nazionale ― Austria | Cronologia completa delle presenze e delle reti in nazionale ― Austria | Cronologia completa delle presenze e delle reti in nazionale ― Austria |
| Data                                                                   | Città                                                                  | In casa                                                                | Risultato                                                              | Ospiti                                                                 | Competizione                                                           | Reti                                                                   | Note                                                                   |
| ---------------------------------------------------------------------- | ---------------------------------------------------------------------- | ---------------------------------------------------------------------- | ---------------------------------------------------------------------- | ---------------------------------------------------------------------- | ---------------------------------------------------------------------- | ---------------------------------------------------------------------- | ---------------------------------------------------------------------- |
| 15-2-1997                                                              | Ayia Napa                                                              | Cipro                                                                  | 2 – 3                                                                  | Polonia                                                                | Torneo di Cipro 1997                                                   | -                                                                      | 46’                                                                    |
| 17-2-1997                                                              | Paralimni                                                              | Cipro                                                                  | 1 – 0                                                                  | Lituania                                                               | Torneo di Cipro 1997                                                   | -                                                                      | 85’                                                                    |
| 12-3-1997                                                              | Paralimni                                                              | Cipro                                                                  | 0 – 4                                                                  | Grecia                                                                 | Amichevole                                                             | -                                                                      | 46’                                                                    |
| 29-3-1997                                                              | Paralimni                                                              | Cipro                                                                  | 1 – 1                                                                  | Russia                                                                 | Qual. Mondiali 1998                                                    | -                                                                      | 84’                                                                    |
| 30-4-1997                                                              | Sofia                                                                  | Bulgaria                                                               | 4 – 1                                                                  | Cipro                                                                  | Qual. Mondiali 1998                                                    | 1                                                                      | 46’                                                                    |
| 30-4-1997                                                              | Ramat Gan                                                              | Israele                                                                | 2 – 0                                                                  | Cipro                                                                  | Qual. Mondiali 1998                                                    | -                                                                      | 46’                                                                    |
| 7-9-1997                                                               | Lussemburgo                                                            | Lussemburgo                                                            | 1 – 3                                                                  | Cipro                                                                  | Qual. Mondiali 1998                                                    | -                                                                      | 82’                                                                    |
| 11-10-1997                                                             | Limassol                                                               | Cipro                                                                  | 2 – 0                                                                  | Lussemburgo                                                            | Qual. Mondiali 1998                                                    | -                                                                      | 57’                                                                    |
| 5-2-1998                                                               | Limassol                                                               | Cipro                                                                  | 1 – 1                                                                  | Finlandia                                                              | Torneo di Cipro 1998                                                   | 1                                                                      | 62’                                                                    |
| 7-2-1998                                                               | Nicosia                                                                | Cipro                                                                  | 2 – 0                                                                  | Norvegia                                                               | Amichevole                                                             | -                                                                      |                                                                        |
| 9-2-1998                                                               | Limassol                                                               | Cipro                                                                  | 1 – 0                                                                  | Slovenia                                                               | Torneo di Cipro 1998                                                   | -                                                                      | 37’                                                                    |
| 19-8-1998                                                              | Nicosia                                                                | Cipro                                                                  | 3 – 2                                                                  | Albania                                                                | Amichevole                                                             | -                                                                      | 64’                                                                    |
| 10-10-1998                                                             | Larnaca                                                                | Cipro                                                                  | 0 – 3                                                                  | Austria                                                                | Qual. Euro 2000                                                        | -                                                                      | 67’ 78’                                                                |
| 27-10-1998                                                             | Paralimni                                                              | Cipro                                                                  | 5 – 3                                                                  | Kuwait                                                                 | Amichevole                                                             | -                                                                      |                                                                        |
| 18-11-1998                                                             | Serravalle                                                             | San Marino                                                             | 0 – 1                                                                  | Cipro                                                                  | Qual. Mondiali 1998                                                    | -                                                                      | 85’                                                                    |
| 3-2-1999                                                               | Limassol                                                               | Cipro                                                                  | 0 – 1                                                                  | Belgio                                                                 | Amichevole                                                             | -                                                                      | 78’                                                                    |
| 5-2-1999                                                               | Paralimni                                                              | Cipro                                                                  | 1 – 1                                                                  | Finlandia                                                              | Torneo di Cipro 1999                                                   | -                                                                      |                                                                        |
| 10-2-1999                                                              | Limassol                                                               | Cipro                                                                  | 4 – 0                                                                  | San Marino                                                             | Qual. Euro 2000                                                        | -                                                                      | 83’                                                                    |
| 16-3-1999                                                              | Nicosia                                                                | Cipro                                                                  | 1 – 2                                                                  | Estonia                                                                | Amichevole                                                             | -                                                                      | 61’                                                                    |
| 28-3-1999                                                              | Ramat Gan                                                              | Israele                                                                | 3 – 0                                                                  | Cipro                                                                  | Qual. Euro 2000                                                        | -                                                                      | 66’                                                                    |
| 18-8-1999                                                              | Limassol                                                               | Cipro                                                                  | 2 – 2                                                                  | Romania                                                                | Amichevole                                                             | -                                                                      | 46’                                                                    |
| 5-9-1999                                                               | Limassol                                                               | Cipro                                                                  | 3 – 2                                                                  | Israele                                                                | Qual. Euro 2000                                                        | -                                                                      |                                                                        |
| 8-9-1999                                                               | Badajoz                                                                | Spagna                                                                 | 8 – 0                                                                  | Cipro                                                                  | Qual. Euro 2000                                                        | -                                                                      |                                                                        |
| 10-10-1999                                                             | Vienna                                                                 | Austria                                                                | 3 – 1                                                                  | Cipro                                                                  | Qual. Euro 2000                                                        | -                                                                      | 46’                                                                    |
| 2-2-2000                                                               | Limassol                                                               | Cipro                                                                  | 2 – 1                                                                  | Lituania                                                               | Torneo di Cipro 2000                                                   | -                                                                      | 78’                                                                    |
| 4-2-2000                                                               | Strovolos                                                              | Cipro                                                                  | 3 – 2 dts                                                              | Armenia                                                                | Torneo di Cipro 2000                                                   | -                                                                      | 81’                                                                    |
| 6-2-2000                                                               | Strovolos                                                              | Cipro                                                                  | 3 – 2 dts                                                              | Romania                                                                | Torneo di Cipro 2000                                                   | 1                                                                      |                                                                        |
| 22-3-2000                                                              | Strovolos                                                              | Cipro                                                                  | 0 – 0                                                                  | Iran                                                                   | Amichevole                                                             | -                                                                      |                                                                        |
| 26-4-2000                                                              | Costanza                                                               | Romania                                                                | 2 – 0                                                                  | Cipro                                                                  | Amichevole                                                             | -                                                                      | 78’                                                                    |
| 15-8-2000                                                              | Tirana                                                                 | Albania                                                                | 0 – 0                                                                  | Cipro                                                                  | Amichevole                                                             | -                                                                      | 84’                                                                    |
| 2-9-2000                                                               | Andorra la Vella                                                       | Andorra                                                                | 2 – 3                                                                  | Cipro                                                                  | Qual. Mondiali 2002                                                    | -                                                                      | 88’                                                                    |
| 7-10-2000                                                              | Strovolos                                                              | Cipro                                                                  | 0 – 4                                                                  | Paesi Bassi                                                            | Qual. Mondiali 2002                                                    | -                                                                      | 72’                                                                    |
| 15-11-2000                                                             | Limassol                                                               | Cipro                                                                  | 5 – 0                                                                  | Andorra                                                                | Qual. Mondiali 2002                                                    | 2                                                                      |                                                                        |
| 28-2-2001                                                              | Larnaca                                                                | Cipro                                                                  | 4 – 3 dts                                                              | Ucraina                                                                | Torneo di Cipro 2001                                                   | 1                                                                      |                                                                        |
| 7-10-2000                                                              | Strovolos                                                              | Cipro                                                                  | 0 – 4                                                                  | Irlanda                                                                | Qual. Mondiali 2002                                                    | -                                                                      | 75’                                                                    |
| 28-3-2001                                                              | Limassol                                                               | Cipro                                                                  | 2 – 2                                                                  | Estonia                                                                | Qual. Mondiali 2002                                                    | 1                                                                      |                                                                        |
| 25-4-2001                                                              | Eindhoven                                                              | Paesi Bassi                                                            | 4 – 0                                                                  | Cipro                                                                  | Qual. Mondiali 2002                                                    | -                                                                      | 84’                                                                    |
| 6-6-2001                                                               | Lisbona                                                                | Portogallo                                                             | 6 – 0                                                                  | Cipro                                                                  | Qual. Mondiali 2002                                                    | -                                                                      | 83’                                                                    |
| 15-8-2001                                                              | Tallinn                                                                | Estonia                                                                | 2 – 2                                                                  | Cipro                                                                  | Qual. Mondiali 2002                                                    | -                                                                      | 87’                                                                    |
| 5-9-2001                                                               | Larnaca                                                                | Cipro                                                                  | 1 – 3                                                                  | Portogallo                                                             | Qual. Mondiali 2002                                                    | -                                                                      | 57’                                                                    |
| 6-10-2001                                                              | Dublino                                                                | Irlanda                                                                | 4 – 0                                                                  | Cipro                                                                  | Qual. Mondiali 2002                                                    | -                                                                      | 69’ 85’                                                                |
| 14-11-2001                                                             | Atene                                                                  | Grecia                                                                 | 1 – 2                                                                  | Cipro                                                                  | Amichevole                                                             | 1                                                                      | 61’                                                                    |
| 12-2-2002                                                              | Nicosia                                                                | Cipro                                                                  | 1 – 1 dts (4 – 2 dtr)                                                  | Svizzera                                                               | Torneo di Cipro 2002                                                   | -                                                                      | 103’                                                                   |
| 13-2-2002                                                              | Nicosia                                                                | Cipro                                                                  | 3 – 4                                                                  | Rep. Ceca                                                              | Torneo di Cipro 2002                                                   | -                                                                      |                                                                        |
| 30-4-2003                                                              | Budapest                                                               | Ungheria                                                               | 2 – 1                                                                  | Cipro                                                                  | Amichevole                                                             | -                                                                      | 81’                                                                    |
| 15-5-2002                                                              | Rodi                                                                   | Grecia                                                                 | 3 – 1                                                                  | Cipro                                                                  | Amichevole                                                             | -                                                                      | 70’                                                                    |
| 21-8-2002                                                              | Belfast                                                                | Irlanda del Nord                                                       | 0 – 0                                                                  | Cipro                                                                  | Amichevole                                                             | -                                                                      | 66’                                                                    |
| 7-9-2002                                                               | Strovolos                                                              | Cipro                                                                  | 1 – 2                                                                  | Francia                                                                | Qual. Euro 2004                                                        | 1                                                                      |                                                                        |
| 20-11-2002                                                             | Strovolos                                                              | Cipro                                                                  | 2 – 1                                                                  | Malta                                                                  | Qual. Euro 2004                                                        | 1                                                                      |                                                                        |
| 29-1-2003                                                              | Larnaca                                                                | Cipro                                                                  | 1 – 2                                                                  | Grecia                                                                 | Amichevole                                                             | -                                                                      | 55’                                                                    |
| 12-2-2003                                                              | Limassol                                                               | Cipro                                                                  | 0 – 1                                                                  | Russia                                                                 | Amichevole                                                             | -                                                                      | 55’                                                                    |
| 29-3-2003                                                              | Limassol                                                               | Cipro                                                                  | 1 – 1                                                                  | Israele                                                                | Qual. Euro 2004                                                        | -                                                                      |                                                                        |
| 2-4-2003                                                               | Lubiana                                                                | Slovenia                                                               | 4 – 1                                                                  | Cipro                                                                  | Qual. Euro 2004                                                        | -                                                                      |                                                                        |
| 30-4-2003                                                              | Palermo                                                                | Israele                                                                | 2 – 0                                                                  | Cipro                                                                  | Qual. Euro 2004                                                        | -                                                                      |                                                                        |
| 7-6-2003                                                               | Ta' Qali                                                               | Malta                                                                  | 1 – 2                                                                  | Cipro                                                                  | Qual. Euro 2004                                                        | -                                                                      | 79’                                                                    |
| 6-9-2003                                                               | Saint-Denis                                                            | Francia                                                                | 5 – 0                                                                  | Cipro                                                                  | Qual. Euro 2004                                                        | -                                                                      |                                                                        |
| 4-9-2004                                                               | Dublino                                                                | Irlanda                                                                | 3 – 0                                                                  | Cipro                                                                  | Qual. Mondiali 2006                                                    | -                                                                      | 78’                                                                    |
| 8-9-2004                                                               | Ramat Gan                                                              | Israele                                                                | 2 – 1                                                                  | Cipro                                                                  | Qual. Mondiali 2006                                                    | -                                                                      | 80’                                                                    |
| 9-10-2004                                                              | Strovolos                                                              | Cipro                                                                  | 2 – 2                                                                  | Fær Øer                                                                | Qual. Mondiali 2006                                                    | 1                                                                      |                                                                        |
| 13-10-2004                                                             | Strovolos                                                              | Cipro                                                                  | 0 – 2                                                                  | Francia                                                                | Qual. Mondiali 2006                                                    | -                                                                      |                                                                        |
| 17-11-2004                                                             | Strovolos                                                              | Cipro                                                                  | 1 – 2                                                                  | Israele                                                                | Qual. Mondiali 2006                                                    | 1                                                                      | 55’                                                                    |
| 26-3-2003                                                              | Larnaca                                                                | Cipro                                                                  | 2 – 1                                                                  | Giordania                                                              | Amichevole                                                             | 1                                                                      | cap. 64’                                                               |
| 30-3-2005                                                              | Zurigo                                                                 | Svizzera                                                               | 1 – 0                                                                  | Cipro                                                                  | Qual. Mondiali 2006                                                    | -                                                                      |                                                                        |
| 17-8-2005                                                              | Toftir                                                                 | Fær Øer                                                                | 0 – 3                                                                  | Cipro                                                                  | Qual. Mondiali 2006                                                    | -                                                                      | cap. 85’                                                               |
| 7-9-2005                                                               | Strovolos                                                              | Cipro                                                                  | 1 – 3                                                                  | Svizzera                                                               | Qual. Mondiali 2006                                                    | -                                                                      | cap.                                                                   |
| 8-10-2005                                                              | Strovolos                                                              | Cipro                                                                  | 0 – 1                                                                  | Irlanda                                                                | Qual. Mondiali 2006                                                    | -                                                                      | cap. 52’ 68’                                                           |
| 16-11-2005                                                             | Limassol                                                               | Cipro                                                                  | 1 – 0                                                                  | Galles                                                                 | Amichevole                                                             | -                                                                      | cap.                                                                   |
| 28-2-2006                                                              | Larnaca                                                                | Cipro                                                                  | 0 – 1                                                                  | Slovenia                                                               | Torneo di Cipro 2006                                                   | -                                                                      | cap. 13’ 55’                                                           |
| 1-3-2006                                                               | Limassol                                                               | Cipro                                                                  | 2 – 0                                                                  | Armenia                                                                | Torneo di Cipro 2006                                                   | 1                                                                      | cap. 73’                                                               |
| 16-8-2006                                                              | Costanza                                                               | Romania                                                                | 2 – 0                                                                  | Cipro                                                                  | Amichevole                                                             | -                                                                      | cap. 68’                                                               |
| 2-9-2006                                                               | Bratislava                                                             | Slovacchia                                                             | 6 – 1                                                                  | Cipro                                                                  | Qual. Euro 2008                                                        | -                                                                      | cap.                                                                   |
| 7-10-2006                                                              | Strovolos                                                              | Cipro                                                                  | 5 – 2                                                                  | Irlanda                                                                | Qual. Euro 2008                                                        | -                                                                      | cap. 54’ 86’                                                           |
| 11-10-2006                                                             | Cardiff                                                                | Galles                                                                 | 3 – 1                                                                  | Cipro                                                                  | Qual. Euro 2008                                                        | 1                                                                      | cap.                                                                   |
| 15-11-2006                                                             | Nicosia                                                                | Cipro                                                                  | 1 – 1                                                                  | Germania                                                               | Qual. Euro 2008                                                        | 1                                                                      | cap. 39’ 73’                                                           |
| 6-2-2007                                                               | Limassol                                                               | Cipro                                                                  | 2 – 1                                                                  | Ungheria                                                               | Torneo di Cipro 2007                                                   | 1                                                                      | cap. 74’                                                               |
| 7-2-2007                                                               | Nicosia                                                                | Cipro                                                                  | 0 – 3                                                                  | Bulgaria                                                               | Torneo di Cipro 2007                                                   | -                                                                      | 68’                                                                    |
| 28-3-2007                                                              | Liberec                                                                | Rep. Ceca                                                              | 1 – 0                                                                  | Cipro                                                                  | Qual. Euro 2008                                                        | -                                                                      | 16’                                                                    |
| 22-8-2007                                                              | Serravalle                                                             | San Marino                                                             | 0 – 1                                                                  | Cipro                                                                  | Qual. Euro 2008                                                        | 1                                                                      | Cap.                                                                   |
| 8-9-2007                                                               | Achna                                                                  | Cipro                                                                  | 3 – 1                                                                  | Armenia                                                                | Amichevole                                                             | 1                                                                      | cap. 74’                                                               |
| 12-9-2007                                                              | Strovolos                                                              | Cipro                                                                  | 3 – 0                                                                  | San Marino                                                             | Qual. Euro 2008                                                        | -                                                                      | Cap. 46’                                                               |
| 13-10-2007                                                             | Strovolos                                                              | Cipro                                                                  | 3 – 1                                                                  | Galles                                                                 | Qual. Euro 2008                                                        | 2                                                                      | Cap.                                                                   |
| 17-10-2007                                                             | Dublino                                                                | Irlanda                                                                | 1 – 1                                                                  | Cipro                                                                  | Qual. Euro 2008                                                        | -                                                                      | cap.                                                                   |
| 17-11-2007                                                             | Hannover                                                               | Germania                                                               | 4 – 0                                                                  | Cipro                                                                  | Qual. Euro 2008                                                        | -                                                                      | cap.                                                                   |
| 21-11-2007                                                             | Strovolos                                                              | Cipro                                                                  | 0 – 2                                                                  | Rep. Ceca                                                              | Qual. Euro 2008                                                        | -                                                                      | cap.                                                                   |
| 20-8-2008                                                              | Lancy                                                                  | Svizzera                                                               | 4 – 1                                                                  | Cipro                                                                  | Amichevole                                                             | -                                                                      | 51’                                                                    |
| 6-9-2008                                                               | Larnaca                                                                | Cipro                                                                  | 1 – 2                                                                  | Italia                                                                 | Qual. Mondiali 2010                                                    | -                                                                      | Cap. 74’                                                               |
| 11-10-2008                                                             | Tbilisi                                                                | Georgia                                                                | 1 – 1                                                                  | Cipro                                                                  | Qual. Mondiali 2010                                                    | -                                                                      | Cap.                                                                   |
| 15-10-2008                                                             | Dublino                                                                | Irlanda                                                                | 1 – 0                                                                  | Cipro                                                                  | Qual. Mondiali 2010                                                    | -                                                                      | cap.                                                                   |
| 19-11-2008                                                             | Strovolos                                                              | Cipro                                                                  | 2 – 1                                                                  | Bielorussia                                                            | Amichevole                                                             | -                                                                      | Cap.                                                                   |
| 10-2-2009                                                              | Nicosia                                                                | Cipro                                                                  | 0 – 2                                                                  | Serbia                                                                 | Torneo di Cipro 2009                                                   | -                                                                      | cap. 76’                                                               |
| 11-2-2009                                                              | Nicosia                                                                | Cipro                                                                  | 3 – 2                                                                  | Slovacchia                                                             | Amichevole                                                             | 1                                                                      | 76’                                                                    |
| 30-5-2009                                                              | Larnaca                                                                | Cipro                                                                  | 0 – 1                                                                  | Canada                                                                 | Qual. Mondiali 2010                                                    | -                                                                      | cap. 46’                                                               |
| 6-6-2009                                                               | Larnaca                                                                | Cipro                                                                  | 2 – 2                                                                  | Montenegro                                                             | Qual. Mondiali 2010                                                    | -                                                                      | cap. 60’                                                               |
| 12-8-2009                                                              | Tirana                                                                 | Albania                                                                | 6 – 1                                                                  | Cipro                                                                  | Amichevole                                                             | -                                                                      | cap.                                                                   |
| 5-9-2009                                                               | Nicosia                                                                | Cipro                                                                  | 1 – 2                                                                  | Irlanda                                                                | Qual. Mondiali 2010                                                    | -                                                                      | cap.                                                                   |
| 9-9-2009                                                               | Podgorica                                                              | Montenegro                                                             | 1 – 1                                                                  | Cipro                                                                  | Qual. Mondiali 2010                                                    | 1                                                                      | cap. 87’ 90’                                                           |
| 14-10-2009                                                             | Parma                                                                  | Italia                                                                 | 3 – 2                                                                  | Cipro                                                                  | Qual. Mondiali 2010                                                    | 1                                                                      | cap. 85’                                                               |
| 11-8-2010                                                              | Larnaca                                                                | Cipro                                                                  | 1 – 0                                                                  | Andorra                                                                | Amichevole                                                             | -                                                                      | cap. 78’                                                               |
| 3-9-2010                                                               | Guimarães                                                              | Portogallo                                                             | 4 – 4                                                                  | Cipro                                                                  | Qual. Euro 2012                                                        | 1                                                                      | 56’                                                                    |
| 8-10-2010                                                              | Larnaca                                                                | Cipro                                                                  | 1 – 2                                                                  | Norvegia                                                               | Qual. Euro 2012                                                        | 1                                                                      | cap.                                                                   |
| 12-10-2010                                                             | Copenaghen                                                             | Danimarca                                                              | 2 – 0                                                                  | Cipro                                                                  | Qual. Euro 2012                                                        | -                                                                      | cap.\|13=cap.                                                          |
| 8-2-2011                                                               | Paralimni                                                              | Cipro                                                                  | 0 – 2                                                                  | Svezia                                                                 | Torneo di Cipro 2011                                                   | -                                                                      | cap. 65’                                                               |
| 10-8-2011                                                              | Strovolos                                                              | Cipro                                                                  | 3 – 2                                                                  | Moldavia                                                               | Amichevole                                                             | -                                                                      | cap. 75’                                                               |
| 2-9-2011                                                               | Strovolos                                                              | Cipro                                                                  | 0 – 4                                                                  | Portogallo                                                             | Qual. Euro 2012                                                        | -                                                                      | cap.                                                                   |
| 6-9-2011                                                               | Reykjavík                                                              | Islanda                                                                | 1 – 0                                                                  | Cipro                                                                  | Qual. Euro 2012                                                        | -                                                                      | cap. 22’ 46’                                                           |
| 11-10-2011                                                             | Oslo                                                                   | Norvegia                                                               | 3 – 1                                                                  | Cipro                                                                  | Qual. Euro 2012                                                        | 1                                                                      | cap. 82’                                                               |
| Totale                                                                 |                                                                        | Presenze (1º posto)                                                    | 106                                                                    |                                                                        | Reti (2º posto)                                                        | 27                                                                     |                                                                        |

## Palmarès

### Club

#### Competizioni nazionali
- Campionato cipriota: 3

Anorthosis: 1997-1998, 1998-1999, 1999-2000
- Coppa di Cipro: 1

Anorthosis: 1997-1998
- Supercoppa di Cipro: 2

Anorthosis: 1998, 1999
- Campionato greco: 3

Olympiakos: 2004-2005, 2005-2006, 2006-2007
- Coppa di Grecia: 4

PAOK: 2000-2001, 2002-2003
Olympiakos: 2004-2005, 2005-2006